# Fåberg
Fåberg (anciennement Faaberg) est un village situé dans la municipalité de Lillehammer, dans le comté d'Innlandet, en Norvège.

## Géographie
Le village est situé à environ sept kilomètres au nord-ouest de Lillehammer.

## Climat
Fåberg possède un climat tempéré froid (classification de Köppen Dfb) ; la température moyenne annuelle est de 3,4 °C, et la moyenne des précipitations annuelles est de 593 mm.

## Démographie
Fåberg comptait 3 645 habitants en 1801, 6 337 habitants en 1865, 5 759 habitants en 1875, 5 419 habitants en 1900, et 5 522 habitants en 1910,.

## Histoire
En 1964, Fåberg perd son statut de municipalité et intègre la municipalité de Lillehammer.

## Lieux et monuments
- Gravures rupestres.
- Pierre runique de Fåberg.
- Église de Fåberg (en) (XVIIIe siècle).
- Ancienne gare de Fåberg (début du XXe siècle).

## Personnalités liées à Fåberg
- Lars Olsen Skrefsrud (en) (1840–1910), missionnaire et linguiste, né à Fåberg.
- Carl Sofus Lumholtz (1851–1922), explorateur et ethnographe, né à Fåberg.
- Kalle Løchen (en) (1865–1893), peintre et acteur, né à Fåberg.
- Otto Aasen (1894–1983), sauteur à ski, fondeur et spécialiste du combiné nordique, né à Fåberg.
- Oskar Skogly (en) (1908–1998), homme politique, né à Fåberg.
- Jon Inge Høiland (né en 1977), joueur de football, né à Fåberg.